# بوربوتی
بوربوتی (به اسپانیایی: Borbotó) یک منطقهٔ مسکونی در اسپانیا است که در استان والنسیا واقع شده‌است. بوربوتی ۷۴۲ نفر جمعیت دارد و ۲۲ متر بالاتر از سطح دریا واقع شده‌است.